# 雀術師シルルと微差ゴースト
『雀術師シルルと微差ゴースト』（じゃんじゅつしシルルとびさゴースト）は、片山まさゆきによる日本の漫画作品。『近代麻雀』（竹書房）にて2012年9月15日号から2014年1月15日号まで連載された。単行本は全3巻。

## 概要
前作『満潮!ツモクラテス』の連載終了後に連載されている作品。影が薄い5年ベテランのプロ雀士が、麻雀で日本一を目指す新人プロと出会い、互いに麻雀を通じて麻雀大会に奮闘する日々を描いていく物語。キャッチコピーは「どんなにツカなくても僕は変わる」「ツキの操り方、教えます!!」（単行本の宣伝帯から）。登場人物の名前が物事の動作や様子、現象などから取られている（例：薄影幽 - うすかげゆう→幽霊のように影が薄いことから、月見知流 - つきみしるる→月（ツキ - 運）を見て流れを知ることから、などといった具合）。
幽の闘牌中に「他家より『ほんの少し』優位に立てる打ち回し」が紹介される。片山の代表作「打姫オバカミーコ」が初中級者向けの麻雀指導書としても描かれていたのと同様、より上級者向けの麻雀指導書としての側面を持つ。

## 登場人物
薄影幽（うすかげ ゆう）
本作の主人公の1人。日本プロ麻雀ソサイエティ所属、キャリア5年目のプロ雀士。生まれつき幽霊のように影が薄く、何をやっても目立たない存在だったが、麻雀と出会い、和了れば自分の存在を示すことができることからプロになった。しかし、それでも実況などで名前を忘れ去られるほど周囲の認知が薄いのは変わっていなかったが、唯一存在を認知していた月見知流との出会いを通じて少しずつ変わっていく。
麻雀では、先を見据えて小さくとも優位を積み重ね、押し引きのメリハリが効いたスタイル。そのために黙テンが多く、存在感が薄いために幽霊のように相手から出上がりが多い。
月見知流（つきみ しるる）
本作の主人公の1人。自称「麻雀で日本一になる」新人プロ。大学で運の研究を続けた結果、「運を目で見る能力」を身に着けてしまう（周囲の認知が薄い薄影を認知出来たのもその能力のため）。薄影の麻雀のスタイルを賞賛していた。
麻雀を「運を操作するツール」として捉えており、入場のポーズがある、理牌を必ず一定の法則で行う、放銃の不ヅキを式神人形に受け止めさせる、などの『雀術』を駆使するいわゆるオカルト雀士。但し、運だけでなく他家を都合よく動かせるよう自分に有利な状況を築く強かさも併せ持つ。
積乱雲閃（せきらんうん　せん）
周囲からもスターとしての活躍を期待される新進気鋭の競技麻雀プロ。初タイトル「負けず嫌位戦」を強引なツモ上がりで獲得。知流曰く「才能はあるが運ポテンシャルは低い」。荒削りで守備に弱いため、負けず嫌位以降は決勝にもほとんど進めていない。
張固麺三郎（ばりかた　めんざぶろう）
G1タイトルを4つ獲得しているベテラン競技麻雀プロ。オーラストップ目などといった限定的な状況以外では積極的にリーチをかけ高得点を狙う高打点型。解説席ではもちろんのこと、着卓中にもドンブリを手放さないほどのラーメン好き。エッセイストとしても活動しており、『男気麻雀』なるものを刊行している。
多蓮湖駆（たばすこ かける）
日本プロ麻雀ソサイエティD2リーグの門番。3回残留している。元ヤンで喫煙者。
蘇阿部暮子（そあべ くらしこ）
女流棋士順位3位。
万畑 カフェ（まんはた かふぇ）
日本プロ麻雀ソサイエティ代表。常にコーヒーを飲んでいる。
サヤ
麻雀店「アルゼンチンテンゴ」店員。常時の薄影の存在を認知できる数少ない人物の一人。麻雀の腕は初級者クラス。店で会った薄影の存在に次第に魅かれていく。
ユミコ
麻雀店「アルゼンチンテンゴ」店長。
敵陣内 成馬（てきじんない なりま）
ゲーム会社の社長。ミリオン際の主催者。
高田のぞみ（たかだ のぞみ）
女流プロ。シルルと共にハワイで運をためていた。
エミリ
薄影が努める雀荘の店長。

## 書籍
- 片山まさゆき 『雀術師シルルと微差ゴースト』竹書房〈近代麻雀コミックス〉、全3巻
  1. 2013年3月13日初版発行、2013年2月27日発売 ISBN 978-4-8124-8117-2 / 表紙：薄影幽
  2. 2013年8月21日初版発行、2013年8月7日発売 ISBN 978-4-8124-8386-2 / 表紙：月見知流
  3. 2014年2月10日初版発行、2014年1月27日発売 ISBN 978-4-8124-8507-1 / 表紙：薄影幽、月見知流